# Dodia albertae
Dodia albertae är en fjärilsart som beskrevs av Dyar 1901. Dodia albertae ingår i släktet Dodia och familjen björnspinnare. Inga underarter finns listade i Catalogue of Life.

## Bildgalleri

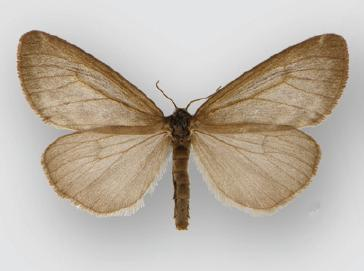